# Katrin Zeller
Pour les articles homonymes, voir Zeller.
Katrin Zeller, née le 1er mars 1979 à Oberstdorf, est une fondeuse allemande. Elle est médaillée olympique en relais (2010) et aux Championnats du monde (2009).

## Biographie
Elle habite à Oberstdorf et est membre du club local.
Elle dispute sa première manche dans la Coupe continentale en 1997 et les Championnats du monde junior en 1999.
En décembre 1999, elle fait ses débuts en Coupe du monde à Garmisch-Partenkirchen (46e). Lors des saisons suivantes, elle court exclusivement en Coupe continentale, signant de multiples top dix, jusqu'à sa première victoire en fin d'année 2003 à Formazza.
Finalement, c'est lors de la saison 2005-2006 qu'elle inscrit ses premiers points pour la Coupe du monde (top trente). En décembre 2006, au relais de Gällivare, elle monte sur son premier podium à ce niveau (2e). Elle est plus tard notamment neuvième au dix kilomètres libre de Changchun pour son premier top dix dans l'élite, puis participante aux Championnats du monde à Sapporo.
En 2008, elle remporte le marathon de l'Engadine. Cet hiver, elle s'affirme comme une des valeurs montantes du sport, terminant neuvième du Tour de ski (dont une cinquième place sur une étape), puis troisième du dix kilomètres classique à Lahti (derrière Virpi Kuitunen et Valentina Shevchenko), pour son seul podium individuel en Coupe du monde et montant trois fois sur le podium en relais.
Aux Championnats du monde 2009, elle finit 18e et 17e en individuel, mais surtout remporte la médaille d'argent sur le relais en tant que lanceuse de son équipe (avec Evi Sachenbacher-Stehle, Miriam Gössner et Claudia Nystad).
Aux Jeux olympiques d'hiver de 2010, où son meilleur résultat individuel est 14e sur le sprint classique, Zeller remporte sa seule médaille olympique avec l'argent en relais (mêmes coéquipières qu'en 2009).
Entre 2011 et 2013, elle reste dans le top vingt mondial, obtenant son meilleur classement général en Coupe du monde en 2012 avec le treizième rang, sans parvenir à ajouter le moindre podium à son palmarès. Aux Championnats du monde, elle enregistre comme meilleurs résultats individuels en 2013 avec une onzième place au dix kilomètres libre et une quatorzième place au trente kilomètres classique et en 2011 une douzième place sur le trente kilomètres libre notamment.
Elle obtient son ultime podium en Coupe du monde dans un sprint par équipes en décembre 2013 à Asiago.
Katrin Zeller prend sa retraite sportive en 2014, peu après une deuxième participation aux Jeux olympiques à Sotchi.

## Palmarès

### Jeux olympiques
| Épreuve / Édition | Sprint                           | Sprint                           | 10 km                            | 10 km                            | Poursuite / Skiathlon 2 × 7,5 km | 30 km | Relais | Relais                             |
| Épreuve / Édition | libre                            | classique                        | libre                            | classique                        | Poursuite / Skiathlon 2 × 7,5 km | 30 km | Sprint | 4 × 5 km                           |
| JO 2010 Vancouver | Épreuve inexistante à cette date | 14e                              | —                                | Épreuve inexistante à cette date | 24e                              | 19e   | —      | Médaille d'argent, Jeux olympiques |
| JO 2014 Sotchi    | —                                | Épreuve inexistante à cette date | Épreuve inexistante à cette date | 23e                              | 24e                              | 12e   | —      | —                                  |

Légende :
- : deuxième place, médaille d'argent
- : pas d'épreuve
- — : non disputée par Zeller

### Championnats du monde
| Épreuve / Édition                | Épreuve / Édition                | Sapporo 2007                     | Liberec 2009                     | Oslo 2011                        | Val di Fiemme 2013               |
| Poursuite / Skiathlon 2 × 7,5 km | Poursuite / Skiathlon 2 × 7,5 km | 32e                              | 17e                              | 16e                              | 25e                              |
| 10 km                            | Classique                        | Épreuve inexistante à cette date | 18e                              | 22e                              | Épreuve inexistante à cette date |
| 10 km                            | Libre                            | 29e                              | Épreuve inexistante à cette date | Épreuve inexistante à cette date | 11e                              |
| 30 km départ en masse            | Classique                        | 25e                              | Épreuve inexistante à cette date | Épreuve inexistante à cette date | 14e                              |
| 30 km départ en masse            | Libre                            | Épreuve inexistante à cette date | -                                | 12e                              | Épreuve inexistante à cette date |
| Sprint par équipes               | Sprint par équipes               | -                                | 7e                               | -                                | -                                |
| Relais 4 × 5 km                  | Relais 4 × 5 km                  | -                                | Argent                           | 5e                               | 7e                               |

### Coupe du monde
- Meilleur classement général : 13e en 2012.
- 7 podiums :
  - 1 podium individuel : 1 troisième place.
  - 6 podiums en épreuve par équipes : 4 deuxièmes places et 2 troisièmes places.

#### Classements par saison
| Saison    | Classement général final | Classement distance | Classement sprint |
| 2005-2006 | 104e                     | 77e                 | 82e               |
| 2006-2007 | 35e                      | 22e                 | 43e               |
| 2007-2008 | 17e                      | 16e                 | 46e               |
| 2008-2009 | 25e                      | 22e                 | 47e               |
| 2009-2010 | 23e                      | 24e                 | 62e               |
| 2010-2011 | 15e                      | 15e                 | 26e               |
| 2011-2012 | 13e                      | 15e                 | 32e               |
| 2012-2013 | 14e                      | 14e                 | 46e               |
| 2013-2014 | 25e                      | 22e                 | 57e               |

### Championnats du monde de rollerski
- Médaille d'or sur la montée de 11 km en 2013 à Bad Peterstal.

### Coupe OPA
4 victoires.